# Vauriens (roman)
Pour les articles homonymes, voir Vauriens.
Vauriens (titre original : Scoundrels) est un roman de science-fiction de Timothy Zahn s'inscrivant dans l'univers étendu de Star Wars. Publié aux États-Unis par Del Rey Books en 2013, puis traduit en français et publié par les éditions Pocket en 2014,, il se déroule en l'an 0 ap. BY soit juste après le film Star Wars, épisode IV : Un nouvel espoir.